# Seishiro Endo
Seishiro Endo (遠藤征四郎, Endō Seishirō), né en 1942, est un maître 8e dan Shihan Aikikai en aikido. Endō a étudié avec Morihei Ueshiba, fondateur de l'aïkido.
Il s'entraîna au  Aikikai Hombu Dojo avec des shihan dont Hiroshi Tada, Mitsunari Kanai, et  Yasuo Kobayashi. Par la suite, il étudia intensément sous la conduite de Seigo Yamaguchi shihan.
À 30 ans, il se démit l'épaule droite. Selon une interview qu'il donna, cet évènement eut un fort retentissement sur sa pratique et sa compréhension de l'aïkido. À la suite de cette blessure, Seigo Yamaguchi lui aurait dit : « Tu as pratiqué 10 ans et maintenant tu n'as plus qu'un bras gauche. Que vas-tu faire ? ». Ceci le poussa à réorienter sa recherche en aïkido. Son art devint bien plus doux et plus tourné vers le contact.